# Susanne Kluge-Paustian
Susanne Kluge-Paustian (* 4. März 1966 als Susanne Rehbein in Hannover) ist eine deutsche Journalistin, Fernsehmoderatorin, Reporterin und Coach.

## Leben
Susanne Kluge-Paustian absolvierte nach dem Abitur eine zweijährige Ausbildung zur Medizinisch-technischen Radiologie-Assistentin (MTRA) am Universitätsklinikum Schleswig-Holstein - heute: Medizinische Technologin für Radiologie (MTR). Danach studierte sie Germanistik und Romanistik an der Christian-Albrechts-Universität zu Kiel und schloss 1991 ein TV-Volontariat bei SAT.1 ab. Bis 1997 arbeitete sie bei SAT.1 für das Regionalprogramm als Moderatorin, Redakteurin und Reporterin. Zusätzlich war sie im Hörfunk als Moderatorin für Radio Schleswig-Holstein tätig. 1994 ergänzte die Offizierstochter ihre Ausbildung durch ein Studium in Tanz, Gesang, Sprechen und Schauspiel an der Stage School of Music, Dance and Drama, Hamburg.
1997 wechselte die Fernsehjournalistin als Moderatorin und Autorin zum NDR Fernsehen nach Hamburg in die Kulturredaktion, moderierte Nordzeit sowie das Kulturjournal und realisierte Beiträge für die Sendung DAS!. Es folgten fünf Jahre Moderation für die Deutsche Welle TV in Berlin und Tätigkeiten als Reporterin und Sprecherin für Pro7 in München. Seit 2005 arbeitet Susanne Kluge als freie Journalistin, Autorin und Moderatorin für das NDR-Gesundheitsmagazin Visite  als Autorin hinter der Kamera. Seit 2009 vertritt sie die Hauptmoderatorin der Sendung Visite Vera Cordes. Im Visite-Team gehört Susanne Kluge außerdem zu den Reportern für Operation Leben. Im Rahmen der ARD-Themenwoche Zum Glück konzipierte und drehte sie 2013 eine Reportage über MutMachMenschen.
Von Anfang 2017 bis Ende 2020 war sie zudem Mitglied des tagesschau24-Moderatorenteams und präsentierte die Wirtschaftsnachrichten des ARD-Digital-Kanals.

## Privates
Susanne Kluge-Paustian lebt mit ihrer Familie in der Nähe von Hamburg. Sie tanzt, hat 2004 eine Ausbildung zum Nia-Teacher gemacht und ist lizenzierte Nia-Black-Belt-Trainerin.

## Auszeichnungen
Susanne Kluge-Paustian wurde als Journalistin mit dem Herta-Seebaß-Medienpreis 2009/10 ausgezeichnet. Am 11. September 2020 erhielt die Medizinjournalistin den DGA-Journalistenpreis 2020 in der Kategorie „TV“ für ihren Fernsehbeitrag Schädigt das Corona-Virus die Blutgefäße? 

## Veröffentlichungen
- Dance, like nobody is watching: Selbstbewusst und gesund durchs Leben tanzen. Kneipp Verlag in Verlagsgruppe Styria 2024, ISBN 978-3-7088-0829-1.